# Freden i Lunéville

Röda gränser markerar Tysk-romerska riket efter freden i Lunéville och förlusten av alla territorier väster om Rhen.

Freden i Lunéville (franska: Traité de Lunéville; tyska: Friede von Lunéville) var ett fredsavtal mellan Franska republiken och Habsburgska monarkin som tillsammans med freden i Amiens 1802 markerar slutet på andra koalitionskriget. Fredsfördraget signerades i Lunéville den 9 februari 1801. Joseph Bonaparte undertecknade fördraget för Frankrike och greve Johann Ludwig von Cobenzl för den tysk-romerska kejsaren Frans II, som representerade både de habsburgska länderna och Tysk-romerska riket i sin helhet.

## Bakgrund
Efter den franska offensiven våren 1800 mot de tyska länderna väster om Rhen undertecknades  28 juli 1800 ett preliminärt fredsavtal. Den österrikiske chefsförhandlaren Franz Xaver Saint-Julien hade dock inte befogenhet att sluta avtalet eftersom ett tidigare avtal mellan Österrike och Storbritannien förbjöd separatfred med Frankrike. Även Johann Amadeus Franz von Thugut och kejsarinnan Maria Teresa motsatte sig fred och därför ratificerade kejsaren aldrig avtalet. I stället köpte Österrike sig ett 45 dagars stillestånd 20 september 1800 genom överlämnande av fästningarna i Ulm, Ingolstadt och Philippsburg. Förhandlingar vidtog därefter i Lunéville mellan Josef Bonaparte och Ludwig von Cobenzl, men ledde ingenstans. Cobenzl menade sig inte kunna ingå något avtal förrän lord Grenville hade inställt sig, och Frankrike fordrade att stilleståndet skulle utsträckas till att även gälla till sjöss, vilket motparten inte kunde gå med på. Stilleståndet till lands förlängdes dock 11 och 23 november, under det att förhandlarna blev kvar i Lunéville.
Den österrikiska armén gjorde slutligen under ärkehertig Johans befäl ett anfallsförsök mot de franska trupperna vid Inn, och hade till en början vissa framgångar. Genom slaget vid Hohenlinden 3 december 1800 tillintetgjordes dock hans trupper, och tre veckor senare hade de franska trupperna gått över floderna Inn, Salza, Traun och Ens och befann sig endast 20 timmars väg från Wien. I norra Italien hade den franska armén uppnått liknande segrar. I det läget tvingades Österrike att förhandla fram vapenstilleståndet i Steyer 25 december där Würzburg, Brauna, Kufstein, Scharniz och Finstermünz överlämnades till Frankrike, hela Tyrolen utrymdes av österrikarna och kejsaren tvingades gå med på en separatfred med Frankrike utan brittisk inblandning.
Storbritannien hade kort därpå slutit ett nytt subsidiefördrag med kejsaren men på grund av den pressade situationen ansåg Frans II sig inte ha annat val än att gå med på förhandlingar. De inleddes nyårsdagen 1801 och 9 februari 1801 undertecknades freden i Lunéville. Frankrike krävde, för att få till en snabb fred, att kejsaren skulle avsluta freden även å de övriga tyska staternas vägnar, vilket också skedde.

## Villkor
- Österrike uppfyller villkoren i freden i Campo Formio från 1797 och avträder därmed Österrikiska Nederländerna, Fricktal och Falkenstein till Frankrike.
- Österrike avträder Lombardiet till Cisalpinska republiken.
- Österrike får behålla de venetianska provinserna men Verona och Porto Legnago tillfaller Cisalpinska republiken.
- Österrike avträder Storhertigdömet Toskana till Frankrike men storhertigen kompenseras i Tyskland.
- De tyska staterna avträder hela västra Rhenstranden till Frankrike men Frankrike avsäger sina anspråk öster om Rhen.
- De riksständer som förlorat territorier väster om Rhen ska kompenseras i Tyskland.
- Cisalpinska republiken, Bataviska republiken, Helvetiska republiken och Liguriska republiken erkänns som självständiga stater.

De tyska staterna tvingades vid riksdagen i Regensburg 9 mars 1801 att godkänna fredsavtalets innehåll. Befolkningen i de länder väster om Rhen som tillföll Frankrike uppgick till 4,5 miljoner.

## Effekter
Fredsfördraget föranledde stiftandet av Riksdeputationens huvudbeslut som påbjöd en storskalig mediatisering i riket. Samtliga andliga furstendömen sekulariserades år 1803. I de nya franska territorierna dröjde den kyrkliga omorganiseringen något men den civilrättsliga ändrades genast och Code Civil infördes till borgerlighetens fördel.
Den mark som tillhörde det gamla riksridderskapet väster om Rhen beslagtogs av fransmännen utan kompensation, då detta bara tillerkändes riksfurstar i fördraget. Städer som omfattade båda sidor om Rhen delades upp enligt fördraget i två delar.